# Калинниковский сельсовет
Калинниковский сельсовет — муниципальное образование в Бирском районе Башкортостана.

## История
Согласно «Закону о границах, статусе и административных центрах муниципальных образований в Республике Башкортостан» имеет статус сельского поселения.

## Население
| 2002  | 2009  | 2010  | 2012  | 2013  | 2014  | 2015  |
| ----- | ----- | ----- | ----- | ----- | ----- | ----- |
| 1441  | ↗1616 | ↘1501 | ↘1481 | ↘1475 | ↘1471 | ↘1420 |
| 2016  | 2017  |       |       |       |       |       |
| ↘1414 | ↘1374 |       |       |       |       |       |

## Состав сельского поселения
| № | Населённый пункт | Тип населённого пункта       | Население |
| - | ---------------- | ---------------------------- | --------- |
| 1 | Калинники        | село, административный центр | ↘1005     |
| 2 | Старцино         | село                         | ↘263      |
| 3 | Сорвиха          | село                         | ↗97       |
| 4 | Зуево            | деревня                      | ↗80       |
| 5 | Криуши           | село                         | →56       |